# Гезер Гант
Гезер Гант  (англ. Heather Hunte-Oakes, 14 серпня 1959) — британська легкоатлетка, олімпійська медалістка.

## Виступи на Олімпіадах
| Олімпіада         | Дисципліна              | Місце |
| ----------------- | ----------------------- | ----- |
| Москва 1980       | біг на 100 метрів       | 8     |
| Москва 1980       | естафета 4 x 100 метрів | 3     |
| Лос-Анджелес 1984 | біг на 100 метрів       | 7     |
| Лос-Анджелес 1984 | естафета 4 x 100 метрів | 3     |